# Hymenomima dogninana
Hymenomima dogninana là một loài bướm đêm trong họ Geometridae.